# Pogonomelomys
Pogonomelomys ist eine Nagetiergattung aus der Gruppe der Altweltmäuse (Murinae). Die Gattung umfasst zwei Arten.
Diese Tiere erreichen eine Kopfrumpflänge von 13 bis 19 Zentimetern, der Schwanz misst 14 bis 21 Zentimeter. Das Gewicht, soweit bekannt, beträgt rund 75 bis 110 Gramm. Ihr Fell ist an der Oberseite bräunlich und an der Unterseite weiß gefärbt, die Hände und Füße sind gelblich-weiß. Der Kopf ist kurz und breit, der Schwanz kann als Greifschwanz verwendet werden.
Diese Nagetiere leben auf Neuguinea, ihr Lebensraum sind Regenwälder, sie kommen vom Meeresniveau bis in 1500 Meter Seehöhe vor. Sie leben einzelgängerisch und halten sich meist auf den Bäumen auf. Zur Ruhe ziehen sie sich in Nester zurück, die sie in Baumhöhlen oder am Boden errichten.
Es sind zwei Arten bekannt:
- die Tiefland-Mosaikschwanzratte (Pogonomelomys bruijni) lebt nur auf der Vogelkop-Halbinsel im westlichen Neuguinea. Die Art gilt laut IUCN als gering gefährdet (near threatened).
- die Shaw-Mayer-Mosaikschwanzratte (Pogonomelomys mayeri) kommt in weiten Teilen Neuguineas vor und ist nicht gefährdet.

Eine frühere dritte Art, die Hochland-Bürstenmaus (P. sevia), wird heute in einer eigenen Gattung als Abeomelomys sevia gelistet. Systematisch ist die Gattung Teil der Pogonomys-Gruppe, einer vorwiegend auf Neuguinea beheimateten Radiation der Altweltmäuse.